# Hambrosgade
Hambrosgade er en gade i Indre by i København, der strækker sig mellem Puggaardsgade og Mitchellsgade.
Gaden blev anlagt omkring 1900 og opkaldt efter familien Hambro, der var kendt for deres bankvirksomhed og erhvervsaktiviteter. Familien lagde også navn til Hambros Plads (i dag Bodenhoffs Plads) på Christianshavn. Langs gaden ligger også Politigården.

## Tidligere anvendelse af området
Før Hambrosgade blev anlagt, var området præget af tømmerpladser og en mindre havn, der understøttede byens maritime aktiviteter.